# Амурски малък воден бик
Амурски малък воден бик (Ixobrychus eurhythmus) е вид птица от семейство Чаплови (Ardeidae).

## Разпространение и местообитание
Разпространен е в Бруней, Виетнам, Индонезия, Камбоджа, Китай, Лаос, Малайзия, Мианмар, Русия, Северна Корея, Сингапур, Тайланд, Филипините, Южна Корея и Япония.